# Кумало, Доктор
Теофилус Докторсон «Доктор» Кума́ло (англ. Theophilus Doctorson "Doctor" Khumalo; 26 июля 1967, Йоханнесбург, ЮАР) — южноафриканский футболист, полузащитник, был звездой клуба «Кайзер Чифс», а также сборной Южной Африки по футболу.
Кумало занимает 62-ю строчку в Топ-100 Великих южноафриканцев. Он женат на «Мисс Намибия» Бланш Гарисес.

## Карьера игрока
Кумало начал играть в футбол в 1984 году в клубе «Морока Свэллоуз», но вскоре перебрался в «Кайзер Чифс», где сначала выступал за молодёжную команду. Его отец, Ельяким Кумало, известный игрок 1970-начала 1980-х гг., стал его первым тренером. В следующем году Ельяким был назначен ассистентом главного тренера Теда Думитру.
Доктор Кумало всю карьеру провел в «Кайзер Чифс», став легендой клуба и лишь не надолго отправляясь в аренды: в 1995 году он подписал контракт с агентом ФИФА Марсело Хаусманом, который устроил его в аргентинский клуб «Феррокарриль Оэсте» на шесть месяцев. В 1996 году он играл за американский «Коламбус Крю», после чего вернулся в родную команду.
Высокой точкой футбольной карьеры Кумало стали 1990-е годы. Он был частью команды «Кайзер Чифс», который выиграл три титула чемпиона ЮАР и пять Кубков ЮАР. В 1992 году он был избран южноафриканским футболистом года. За время своей карьеры в клубе он сыграл в общей сложности 397 матча в лиге и кубке страны, забив в них 75 голов.
После возвращения ЮАР в ряды ФИФА в 1992 году Кумало вошёл в состав сборной страны, которая провела свой первый официальный международный матч в июле того же года, против сборной Камеруна. Южная Африка выиграла тот матч со счетом 1:0, благодаря голу Кумало с пенальти. Он также был одним из ведущих игроков победившей на Кубке африканских наций сборной ЮАР в 1996 году. Он также представлял Южную Африку на чемпионате мира по футболу 1998 года. На протяжении всей своей международной карьеры Кумало сыграл 50 матчей (в двух из них он был капитаном), забил девять голов.
Один из самых запоминающихся матчей Кумало провел в 1996 году Кубке Манделы, где Южная Африка встретилась с Бразилией. Фил Масинга забил первый гол с углового, поданного Хумало. Сам Кумало забил второй гол, сделав счёт 2:0 в пользу Южной Африки. Бразилия отыгралась во второй половине, забив три гола, и выиграла встречу 3:2.

## Тренерская карьера
Кумало завершил карьеру в 2002 году, а в 2004 году стал играющим тренером. Несмотря на то, что он был ассистентом главного тренера «Кайзер Чифс» в победном сезоне 2002/2003, Кумало заявил, что его больше привлекает административная работа. С 2004 года Хумало работал в качестве телевизионного футбольного комментатора и ведущего, позднее тренировал юношескую сборную ЮАР.
Кумало имеет тренерскую лицензию Федерации футбола ЮАР, лицензию Английской футбольной ассоциации, которую он получил в 2005 году и лицензию УЕФА Б (2007). Он работал в качестве главного тренера юношеской команды «Кайзер Чифс», а на сегодняшний день является помощником главного тренера команды.

## Актёрская карьера
Кумало снял фильм на деньги немецко-южноафриканской студии под названием «Темба». В нём он сыграл роль тренера молодого футболиста по имени Темба, который сталкивается с бедностью, СПИДом и насилием, но в конечном итоге дорастает до уровня южноафриканской сборной. Фильм основан на романе Лутца ван Дейка и был показан на Берлинале-2010.

## Международные голы
| # | Дата             | Место  | Соперник  | Установил счет | Итоговый счет |                    |
| - | ---------------- | ------ | --------- | -------------- | ------------- | ------------------ |
| 1 | 7 июля 1992      | ЮАР    | Камерун   | 1-0            | 1-0           | Товарищеский       |
| 2 | 10 мая 1994      | ЮАР    | Замбия    | 2-0            | 2-1           | Товарищеский       |
| 3 | 13 ноября 1994   | Замбия | Замбия    | 1-0            | 1-1           | Квалификация к КАН |
| 4 | 29 ноября 1994   | ЮАР    | Гана      | 2-0            | 2-1           | Simba Cup          |
| 5 | 26 апреля 1995   | Лесото | Лесото    | 1-0            | 3-1           | Товарищеский       |
| 6 | 13 мая 1995      | ЮАР    | Аргентина | 1-0            | 1-1           | Товарищеский       |
| 7 | 30 сентября 1995 | ЮАР    | Мозамбик  | 3-2            | 3-2           | Товарищеский       |
| 8 | 24 апреля 1996   | ЮАР    | Бразилия  | 2-0            | 2-3           | Товарищеский       |
| 9 | 27 апреля 1997   | Того   | Заир      | 1-0            | 2-1           | Квалификация к ЧМ  |